# 拜斯坦德冰原島峰
71°20′S 159°40′E / 71.333°S 159.667°E
拜斯坦德冰原島峰（英語：Bystander Nunatak）是南極洲的冰原島峰，位於奧次地，處於福賽思海崖西南面9公里，屬於烏薩爾普山脈中丹尼爾斯山脈的一部分，海拔高度2,435米，由新西蘭探險隊命名，現時由南極條約體系管理。